# Road to...

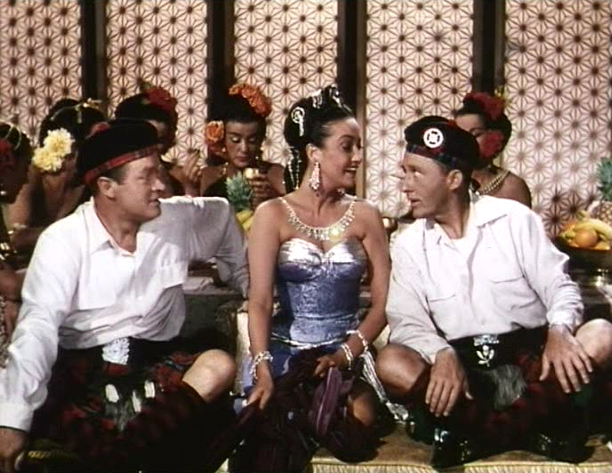
Escena de "Road to Bali", una de las películas de la saga.

Road to... es una serie de películas protagonizadas por Bob Hope, Bing Crosby y Dorothy Lamour. También son conocidas como Road Pictures. Sus tramas están llenas de aventuras, comedias, romance y musicales. La mayor parte del repertorio corre a cargo de Crosby y Hope que siempre hace uno de listo y el otro de despistado. Dorothy Lamour hace de dama en la mayoría de las películas (princesa o heroína en algunas historias), Crosby hace del inteligente que siempre se une a los personajes de Lamour, y Hope del despistado que acaba envolviendo en muchas situaciones a todos con sus confusiones.
Todas las películas hacen referencias a otros actores de Hollywood, principalmente a los de Paramount, siendo todas las películas realizadas por ésta productora salvo The Road to Hong Kong, realízada por United Artists.

## Saga completa
- Road to Singapore (1940)
- Road to Zanzibar (1941)
- Road to Morocco (1942)
- Road to Utopia (1946)
- Road to Rio (1947)
- Camino a Bali (1952)
- The Road to Hong Kong (1962)

## The Road to Fountain of Youth
En 1977 surgió la posibilidad de rodar una octava entrega de la saga y sería titulado The Road to Fountain of Youth , Bing Crosby murió aquel año de un infarto de miocardio. Dos años después, Bob Hope dijo quien podría entrar en lugar de Crosby, el actor George Burns pero el proyecto jamás llegó a realizarse.

## Parodias
- La serie estadounidense Padre de familia de la FOX ha realizado siete entregas (por ahora) de Road to... en las cuales Brian y Stewie viajaban y tenían aventuras por donde iban y recreando números musicales. Los episodios son: Road to Rhode Island, Road to Europe, Road to Rupert, Road to Germany, Road to the Multiverse, Road to the North Pole, Roads to Vegas y Road to India.

- La película The Road to El Dorado de Dreamworks hizo este largometraje animado en homenaje a los Road Films.

- Spies Like Us es otro homenaje a la misma categoría de películas, Bob Hope hace un cameo.

- Datos: Q1891168
- Multimedia: Road to... film series / Q1891168